# Subirrigazione
La subirrigazione è un tipo di irrigazione dove l'acqua viene distribuita attraverso tubazioni sotterranee. In questo tipo di irrigazione, l'acqua circola in pressione nei tubi, fuoriesce attraverso apposite aperture e risale nel terreno per infiltrazione e capillarità, giungendo alle radici delle piante. 
La subirrigazione ha il vantaggio di non ostacolare le lavorazioni superficiali del terreno e di non comportare perdite di acqua per evaporazione; di contro, ha un elevato costo d'impianto e ostacola le arature profonde. In pratica, è conveniente in presenza di colture pregiate e di terreni con sottosuolo poco permeabile. 